# نهی مارونگ
نهی مارونگ (انگلیسی: Nuha Marong؛ زادهٔ ۱۶ ژوئن ۱۹۹۳) بازیکن فوتبال اهل اسپانیا است.
وی همچنین در تیم ملی فوتبال گامبیا بازی کرده‌است.